# Aiban kichineis
Aiban kichineis (лат.) — ископаемый вид крылатых насекомых, единственный в составе монотипического рода Aiban из семейства Sylvabestiidae (Cnemidolestodea). Триасовый период (Madygen Formation, Dzhailoucho, около 230 млн лет). Кыргызстан (40,1° с. ш., 70,2° в. д.). Родовое название Aiban происходит от киргизского слова «aiban» (чудовище, зверь), а видовое kichineis — от киргизского слова «kichine» (мелкий).

## Описание
Мелкие насекомые. Длина переднего крыла около 6 мм. От близких видов отличается особенностями жилкования крыльев. Передний край переднего крыла S-образный (изменяется от вогнутости в базальной половине крыла до выпуклости в его дистальной части). Жилка RS начинается позади базальной трети крыла, сливается с MA; интеррадиальное поле широкое. Основание M сливается с CuA. CuA начинает ветвиться прямо после дивергирования от анастомозиса жилок M+ CuA. Вид был впервые описан по отпечаткам в 2018 году российским палеоэнтомологом Даниил Аристов (Палеонтологический институт РАН, Москва, Россия). Среди сестринских таксонов: Sibestia, Cerasopterum, Elmopterum, Ivkinus, Kazanalicula, Kityakia, Micropermula, Neprotembia, Votyak, Sojanopermula, Sylvabestia, Tshepanichoptera, Vokhmia.